# Какаду танімбарський
Какаду танімбарський (Cacatua goffiniana) — вид папугоподібних птахів родини какадових (Cacatuidae).

## Таксономія
Вид був описаний під назвою Lophochroa goffini у 1863 році німецьким орнітологом Отто Фіншем. Фінш назвав його на честь свого друга, голландського військовика, лейтенанта Андреаса Леопольда Гоффіна, який загинув того ж року у віці 26 років. Згодом вид віднесли до роду Cacatua. У 2000 році стало зрозуміло, що формальний опис цього таксона ґрунтувався на двох екземплярах, які насправді належали зовсім іншому виду какаду — Cacatua ducorpsii. Таким чином Cacatua goffini став синонімом Cacatua ducorpsii, залишивши вид без належної наукової назви та опису. У 2004 році вид був офіційно описаний як Cacatua goffiniana. Новий опис ґрунтується на зразку, який зібрав доктор Фелікс Копштейн на островах Танімбар у 1923 році.

## Поширення
Історично вид є ендеміком Індонезії. Поширений на острові Ямдена, Ларат і Селару з архіпелагу Танімбар. Птах завезений на острови Каї (Індонезія), в Сінгапур і Пуерто-Рико.

## Опис
Один з найменших представників родини. Птах завдовжки до 31 см, вагою — 300 г. Основне оперення білого кольору. Пір'я навколо основи дзьоба світло-червоне. Очне кільце неоперене, блакитного або світло-сірого кольору. Нижня частина крил і хвоста світло-жовті. Через лоб між очима проходить світло-помаранчева смуга. Дзьоб світлий, кістяного кольору. У самиць очі червоно-коричневі, у самців — чорні.

## Поведінка
Живе у тропічних дощових лісах. Всеїдний птах. Живиться плодами, горіхами, насінням, квітами, комахами та їхніми личинками тощо. Гніздовий сезон припадає на травень-жовтень. Гнізда влаштовує в дуплах дерев, на висоті до 12 м. Гніздиться колоніями. У кладці — 2-3 яйця.